# اونا هارکین
اونا هارکین (انگلیسی: Una Harkin؛ زادهٔ ۲ ژانویهٔ ۱۹۸۳) بازیکن فوتبال اهل بریتانیا است.
از باشگاه‌هایی که در آن بازی کرده‌است می‌توان به باشگاه فوتبال کفلاویک اشاره کرد.
وی همچنین در تیم ملی فوتبال Northern Ireland بازی کرده‌است.